# Kaj Allan Olsen
Pour les articles homonymes, voir Olsen.
Kaj Allan Olsen (né le 10 février 1927 à Gentofte) est un coureur cycliste danois, actif de la fin des années 1940 jusqu'en 1958. Sa victoire dans la Course de la Paix, en 1951, le place parmi les grands du cyclisme amateur.

## Biographie
L'essentiel de la carrière cycliste de Kay (ou Kaj) Allan Olsen s'est déroulée en Scandinavie, où le professionnalisme ne s'implanta que tardivement. Dans le cadre des courses amateurs, il est l'un des quatre coureurs danois à avoir triomphé entre Prague et Varsovie.

En 1956, il tente le professionnalisme. C'est ainsi, incorporé dans une équipe inter-nation qu'il prend part au Tour de France en 1958. C'est le premier coureur cycliste danois à participer à l'épreuve.

## Palmarès

### Par année
- 1949
  - 10e et 11e étapes du Tour de Pologne
  - 3e du Tour de Pologne
- 1951
  - Course de la Paix[2] :
    - Classement général
    - 6e étape

  - Championnat des Pays nordiques sur route par équipes (avec Hans Andresen, Jørgen Rasmussen et Willy Emborg)
  - 2e des Sex-Dagars
- 1953
  - 2e du Grand Prix de Saint-Raphaël
- 1955
  - 2e des Sex-Dagars
- 1956
  - 3e du Grand Prix de l'Escaut
- 1957
  - 12e du Tour de Suisse

### Résultat sur le Tour de France
1 participation
- 1958 : éliminé (16e étape)

## Sources
- Notices Kaj Allan Olsen, pages "encyclopédie", Miroir du cyclisme, no 251 / juin 1978.